# Jean Nicot

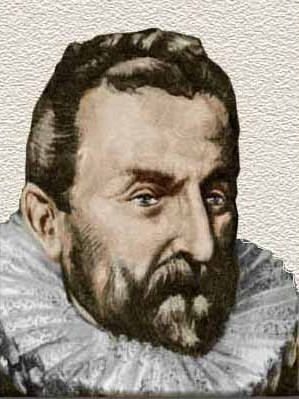
Jean Nicot

Jean Nicot de Villemain (Nîmes, 1530 – Parijs, 4 mei 1604) was Frans ambassadeur in Portugal. Hij stuurde in 1560 het in Amerika ontdekte geneeskrachtige wondermiddel tabak naar de koningin Catharina de' Medici om haar van haar hoofdpijn af te helpen. Naar Jean Nicot is het geslacht Nicotiana en later de stof nicotine vernoemd. In 1606 is postuum een Frans woordenboek "Thrésor de la Langue françoyse, tant ancienne que moderne" gepubliceerd door David Douceur.